# Est 3501 bis 3890
Die Est 3501 bis 3890 sind Dampflokomotiven mit Schlepptender der Compagnie des chemins de fer de l'Est (Est), die im Schnellzugsverkehr und vor schnellen Güterzügen eingesetzt wurden. Sie wurden bei den SNCF als Baureihe 1-230.B eingereiht.

## Geschichte
Die Lokomotiven Est 3501 bis 3890 sind eine Weiterentwicklung der Est 3401 à 3500. Diese Serie von 2’C-Lokomotiven wurde 1897 eingeführt. Sie war erfolgreich, sodass bis 1902 bereits 100 Lokomotiven gebaut wurden. Die Baureihe erhielt deshalb 1901 einige Verbesserungen. Dazu gehörte die Verwendung von Kolbenschiebern und die damit verbundene Vergrößerung des Querschnitts der Ausströmkanäle. Dadurch konnte verhindert werden, dass bei schneller Fahrt Leistungsverluste durch am Ausströmen verhinderten Dampf entstehen konnte, der vor allem in den Hochdruck-Zylindern komprimiert wurde. Ab Lokomotive 3791 wurden die Lokomotiven mit Überhitzer ausgeführt, 278 zuvor gebauten Lokomotiven wurden ab 1910 damit nachgerüstet. Die Lokomotiven wurden in Losgrößen zwischen 15 und 30 Stück bei zehn in- und ausländischen Herstellern gebaut, wobei mit 105 Stück der größte Teil von Schneider et Cie aus Le Creusot stammte. Von 1901 bis 1912 wurden im gesamten 390 Stück gebaut.
Die Lokomotiven gehörten zu den erfolgreichsten 2'C-Lokomotiven Frankreichs. Sie waren in allen Depots der ehemaligen Est zu finden und wurden auch in Elsass-Lothringen eingesetzt. Die ersten zwölf Lokomotiven wurden 1951 ausrangiert. Sie entstammten einer Unterserie, die noch mit Flachschieber ausgerüstet waren. Die letzte Lokomotive war dem Depot Sarrebourg zugeteilt und wurde im Mai 1967 ausrangiert.

## Technik
Die Vierzylinder-Verbundlokomotive nach der Bauart de Glehn hatte einen Stahl-Kessel mit Belpaire-Stehkessel und kupferner Feuerbüchse. Im Gegensatz zu der Vorgängerserie waren die außenliegenden Hochdruck-Zylinder nicht mehr geneigt, sondern horizontal angeordnet. Sie arbeiteten auf die zweite Kuppelachse, während die ungefähr über der Mitte des vorlaufenden Drehgestells innen liegenden Niederdruck-Zylinder auf die erste Kuppelachse arbeiteten.

## Film
Besondere Bekanntheit erlangte die Baureihe durch die Verwendung der Lokomotiven Nr. 517, 739, 754 und 855 in John Frankenheimers Actionfilm „Der Zug“ von 1964 mit Burt Lancaster in der Hauptrolle. Dabei erhielt eine von ihnen kurzzeitig eine nachgeahmte Panzerverkleidung aus Sperrholz, während die zum Zeitpunkt der Dreharbeiten bereits ausgemusterte Lok Nr. 754 als Crash-Double für „Papa Boules Lok“ Nr. 517 herhalten musste und so in der spektakulären Lok-Kollision im Film ihr Ende fand.